# پیکو دو باربادو
پیکو دو باربادو (به پرتغالی: Pico do Barbado) یک کوه و قله در برزیل است که در باهیا واقع شده‌است. پیکو دو باربادو ۲٬۰۳۳ متر بالاتر از سطح دریا واقع شده‌است.